# Acid docosahexaenoic
Acid docosahexaenoic (DHA) là một loại acid béo omega-3, một thành phần cấu trúc chính của não người, vỏ não, da và võng mạc. Trong tài liệu sinh lý học, nó được đặt tên là 22:6(n-3). Nó có thể tổng hợp từ Acid α-linolenic hoặc thu được trực tiếp từ sữa mẹ, cá béo, dầu cá hoặc dầu tảo.
Cấu trúc của DHA là một acid carboxylic (-oic acid) với một chuỗi carbon 22 (docosa- xuất phát từ tiếng Hy Lạp cổ điển có nghĩa là 22) và sáu (hexa-) liên kết đôi cis (-en-); với liên kết đôi đầu tiên được đặt tại carbon thứ ba từ đầu omega. Tên thông thường của nó là acid cervonic (từ tiếng Latinh cerebrum có nghĩa là "não"), tên hệ thống của nó là all-cis-docosa-4,7,10,13,16,19-hexa-enoic acid, và tên viết tắt của nó là 22:6(n−3) trong danh pháp acid béo.
Hầu hết acid docosahexaenoic (DHA) trong cá và các sinh vật đa tế bào có tiếp cận thực phẩm biển nước lạnh bắt nguồn từ việc quang hợp và chủng heterotrophic của tảo vi nhỏ, và trở nên càng tập trung hơn trong các sinh vật càng ở trên cùng của chuỗi thức ăn. DHA cũng được sản xuất thương mại từ các tảo vi nhỏ: Crypthecodinium cohnii và một loài thuộc chi Schizochytrium. DHA được sản xuất bằng cách sử dụng tảo vi nhỏ là chay.
Ở các sinh vật không ăn tảo chứa DHA hoặc sản phẩm động vật chứa DHA, DHA thay thế được sản xuất từ α-linolenic acid, một loại acid béo omega-3 ngắn hơn được sản xuất bởi thực vật (và cũng xuất hiện trong sản phẩm động vật từ thực vật). Sự sản xuất giới hạn của eicosapentaenoic và acid docosapentaenoic là các sản phẩm có thể xuất hiện trong quá trình chuyển hóa α-linolenic acid ở phụ nữ và nam giới trẻ. DHA trong sữa mẹ quan trọng cho sự phát triển của trẻ sơ sinh. Tốc độ sản xuất DHA ở phụ nữ cao hơn 15% so với nam.
DHA là một acid béo chủ yếu trong phospholipid não và võng mạc. Nghiên cứu về vai trò hoặc lợi ích tiềm năng của DHA trong các bệnh lý khác nhau đang tiếp tục được tiến hành, với tập trung đặc biệt vào cơ chế của nó trong bệnh Alzheimer và bệnh tim mạch.

## Thành phần của hệ thống thần kinh trung ương
DHA là acid béo omega-3 phong phú nhất trong não và võng mạc. DHA chiếm 40% trong số các acid béo không no (PUFAs) trong não và 60% trong số PUFAs trong võng mạc. Năm mươi phần trăm của màng tế bào thần kinh neuron bao gồm DHA. DHA điều chỉnh sự vận chuyển qua màng của cholin, glycin và taurin, chức năng của kênh kali chỉnh lưu bị trì hoãn và phản ứng của rhodopsin chứa trong các túi tiếp hợp.
Phosphatidylserine (PS) – chứa hàm lượng DHA cao – có vai trò trong việc tổng hợp tín hiệu thần kinh, dẫn truyền thần kinh, và sự thiếu hụt DHA có liên quan đến suy giảm nhận thức. Nồng độ DHA bị giảm trong mô não của những người bị trầm cảm nặng.

## Tổng hợp trao đổi chất
Ở người, DHA được cung cấp từ chế độ ăn uống hoặc có thể được chuyển đổi thành số lượng nhỏ từ acid eicosapentaenoic (EPA, 20:5, ω-3) thông qua acid docosapentaenoic (DPA, 22:5 ω-3) là một trạng thái trung gian. Trước đây, quá trình tổng hợp này được cho là diễn ra thông qua bước kéo dài sau đó là tác động của Δ4-desaturase. Hiện nay, có nhiều khả năng hơn rằng DHA được tổng hợp qua một trạng thái trung gian C24 sau đó là beta oxi hóa trong peroxisome. Do đó, EPA được kéo dài hai lần, tạo ra 24:5 ω-3, sau đó bị giảm sát thành 24:6 ω-3, sau đó được rút ngắn thành DHA (22:6 ω-3) thông qua beta oxi hóa. Con đường này được gọi là "Sprecher's shunt".
Ở vi khuẩn vi tảo, rêu và nấm, DHA thường được tổng hợp thông qua các phản ứng khử bão hòa và kéo dài do các enzyme desaturase và elongase thực hiện theo tuần tự. Một trong các con đường đã biết ở những sinh vật này bao gồm:
1. sự khử bão hòa ở carbon thứ sáu của acid α-linolenic bởi Δ6 desaturase để tạo ra acid stearidonic,
2. sự kéo dài của acid stearidonic bằng enzyme Δ6 elongase để tạo thành acid eicosatetraenoic ,
3. khử bão hòa ở carbon thứ năm của acid eicosatetraenoic bằng Δ5 desaturase để tạo ra acid eicosapentaenoic ,
4. sự kéo dài acid eicosapentaenoic bằng elongase Δ5 để tạo ra acid docosapentaenoic , và
5. khử bão hòa ở carbon thứ tư của acid docosapentaenoic bởi Δ4 desaturase để tạo ra DHA[22].

## Trao đổi chất
DHA có thể được chuyển hóa thành các dẫn xuất của DHA như các chất trung gian chuyên biệt gọi là "chất điều hòa giải phân giải đặc biệt" (SPMs), oxide DHA (DHA epoxide), oxo-derivative có tính điện phân (EFOX) của DHA, neuroprostan, ethanolamin, acylglycerol, docosahexaenoyl amide của acid amin hoặc neurotransmitter, và các ester DHA phân nhánh của các acid béo hydroxy, cùng với các chất khác.
Enzyme CYP2C9 chuyển hóa DHA thành các dẫn xuất gọi là "acid epoxydocosapentaenoic" (EDPs), chủ yếu là các isomer 19,20-epoxy-eicosapentaenoic acid (tức là 10,11-EDPs).

## Những ảnh hưởng sức khỏe tiềm ẩn

### Tim mạch
Mặc dù có sự kết hợp và bị những không đồng nhất về phương pháp, hiện nay có bằng chứng thuyết phục từ các nghiên cứu sinh thái, RCTs, tổng hợp và thử nghiệm trên động vật cho thấy lợi ích của việc tiêu thụ acid béo omega-3 đối với sức khỏe tim mạch. Trong số các n-3 FAs, DHA đã được bàn luận là có lợi nhất do sự tiếp nhận ưu tiên của nó trong miocardium, hoạt động chống viêm mạnh mẽ và quá trình chuyển hóa của nó thành neuroprotectins và resolvins, trong đó resolvins góp phần trực tiếp vào chức năng tim mạch.

### Thai kỳ và cho con bú
Thực phẩm giàu acid béo omega-3 có thể được khuyến nghị cho phụ nữ muốn mang thai hoặc trong thời kỳ cho con bú. Một nhóm làm việc từ Hội Khoa học Dầu béo và Chất béo Quốc tế đã đề xuất 300 mg/ngày DHA cho phụ nữ mang thai và cho con bú, trong khi tiêu thụ trung bình dao động từ 45 mg đến 115 mg mỗi ngày của các phụ nữ trong nghiên cứu, tương tự một nghiên cứu ở Canada.

### Chức năng não và thị giác
Là thành phần cấu trúc chính của hệ thống thần kinh trung ương ở động vật có vú, DHA là acid béo omega−3 phổ biến nhất trong não và võng mạc. Chức năng não và võng mạc phụ thuộc vào việc tiêu thụ DHA để hỗ trợ một loạt rộng các tính năng của màng tế bào và quá trình tín hiệu tế bào, đặc biệt là trong vị trí chất xám và tế bào cảm quang võng mạc, chúng có nhiều màng.
Một Đánh giá có hệ thống phát hiện rằng DHA không có lợi ích đáng kể trong việc cải thiện lĩnh vực thị giác ở những người mắc bệnh viêm võng mạc sắc tố.

## Dinh dưỡng

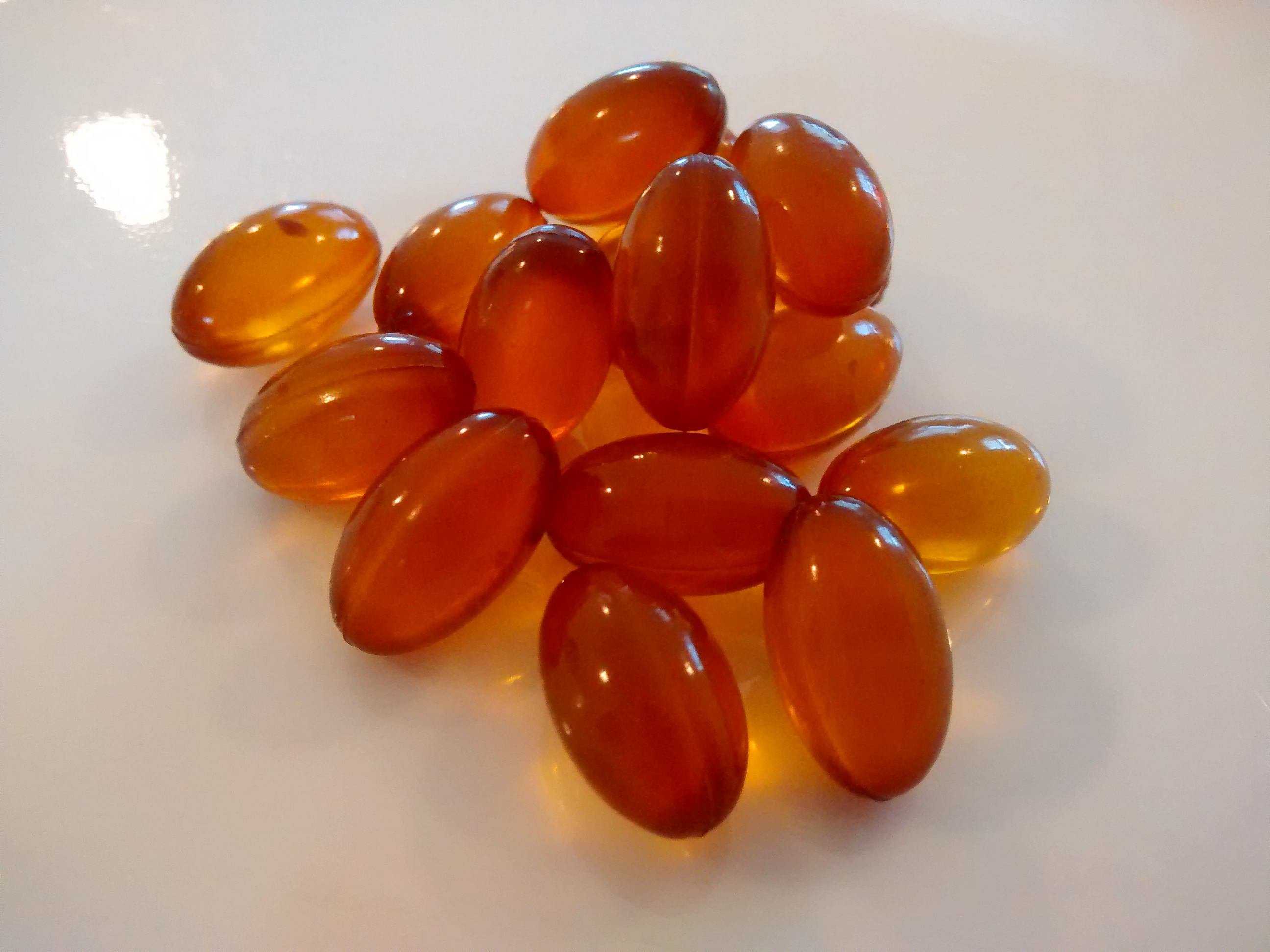
Các loại thực phẩm bổ sung DHA từ tảo

Loại bình thường của cá hồi nấu chín chứa 500–1500 mg DHA và 300–1000 mg EPA trên mỗi 100 gram. Các nguồn hải sản giàu DHA khác bao gồm trứng cá hồi (3400 mg trên mỗi 100 gram), cá cơm (1292 mg trên mỗi 100 gram), cá thu (1195 mg trên mỗi 100 gram), và herring nấu chín (1105 mg trên mỗi 100 gram).
Não thú vật được sử dụng làm thức ăn cũng là một nguồn tốt. Ví dụ, não bò chứa khoảng 855 mg DHA trên mỗi 100 gram trong mỗi phần ăn. Mặc dù DHA có thể là acid béo chủ yếu được tìm thấy trong một số mô cơ quan chuyên biệt, những mô cơ quan này, ngoại trừ não, thường nhỏ về kích thước, chẳng hạn như ống dẫn tinh hoàn và võng mạc mắt. Do đó, thực phẩm có nguồn gốc từ động vật, ngoại trừ não, thường cung cấp ít lượng DHA sẵn có.

### Khám phá DHA từ tảo
Vào đầu thập kỷ 1980, NASA tài trợ nghiên cứu khoa học về một nguồn thực phẩm dựa trên thực vật có thể tạo ra oxi và dinh dưỡng trên các chuyến bay du hành vũ trụ kéo dài. Một số loại tảo biển sản xuất dinh dưỡng dồi dào, dẫn đến sự phát triển của một loại dầu giống như thực phẩm có nguồn gốc từ tảo, chứa hai acid béo không bão hòa, DHA và acid arachidonic.

### Sử dụng làm phụ gia thực phẩm
DHA được sử dụng rộng rãi như một thực phẩm bổ sung. Ban đầu, nó được sử dụng chủ yếu trong sữa công thức cho trẻ sơ sinh. Vào năm 2019, Cục Quản lý Thực phẩm và Dược phẩm Hoa Kỳ đã công bố các tuyên bố về sức khỏe được chứng nhận cho DHA.
Một số loại DHA sản xuất là sản phẩm thực phẩm chay được trích xuất từ tảo, và nó cạnh tranh trên thị trường với dầu cá chứa DHA và các omega-3 khác như EPA. Cả dầu cá và DHA đều không mùi và vị sau khi được chế biến thành chất phụ gia thực phẩm.

### Nghiên cứu về người ăn chay và người ăn chay thuần
Chế độ ăn chay thường chứa ít DHA, và chế độ ăn chay thuần thường không chứa DHA. Trong nghiên cứu sơ bộ, việc sử dụng các loại bổ sung dinh dưỡng từ tảo biển đã làm tăng mức DHA. Mặc dù chưa có nhiều bằng chứng về tác động tiêu cực đối với sức khỏe hoặc tác động tư duy do thiếu DHA ở người ăn chay hoặc người ăn chay thuần trưởng thành, mức DHA trong sữa mẹ vẫn là mối quan tâm để cung cấp đủ DHA cho trẻ sơ sinh.

### DHA và EPA trong dầu cá
Dầu cá được bán rộng rãi trong viên nang chứa một hỗn hợp của các acid béo omega-3, bao gồm EPA và DHA. Dầu cá bị oxy hóa trong viên nang bổ sung có thể chứa hàm lượng thấp hơn của EPA và DHA. Ánh sáng, tiếp xúc với không khí và nhiệt độ cao đều có thể góp phần vào việc oxy hóa viên nang bổ sung dầu cá. Mua sản phẩm chất lượng được bảo quản lạnh và sau đó bảo quản trong tủ lạnh có thể giúp giảm thiểu sự oxy hóa.

## Vai trò được giả định trong tiến hóa của con người
Cung cấp DHA là một yếu tố hạn chế trong kích thước não người trưởng thành. Sự phong phú của DHA trong hải sản đã được đề xuất là hữu ích trong việc phát triển một bộ não lớn, mặc dù các nhà nghiên cứu khác cho rằng chế độ ăn trên cạn cũng có thể cung cấp đủ DHA cần thiết.